# Farul Baring Head
Farul Baring Head este un far din beton din Baring Head din regiunea Wellington din Insula de Nord a Noii Zeelande, cu un far LED alimentat cu electricitate. Acesta este deținut și operat de Marina Noii Zeelande și poate fi accesat pe trasee de mers pe jos în zona de sud a Parcului Regional al Portului de Est, la sud de Wainuiomata.
Turnul farului are o înălțime de 12,2 m, dar altitudinea vârfului dealului oferă o înălțime focală de 87 m. Distanța până la care se vede lumina este de 19 kilometri.
Scopul său era să fie principala lumină din apropierea portului Wellington, precum și o lumină de coastă pentru strâmtoarea Cook. Aprins la 18 iunie 1935, a înlocuit lumina de la Pencarrow Head, care a fost dezafectat mai târziu în acel an. Farul a fost inițial alimentat de un generator pe bază de motorină, dar a fost alimentarea a fost trecută pe electricitate în 1950. Lumina de 1000 W a fost complet automatizată în 1989. În februarie 2005, obiectivul original a fost înlocuit cu un far LED care luminează intermitent, vizibil de la 18 km.

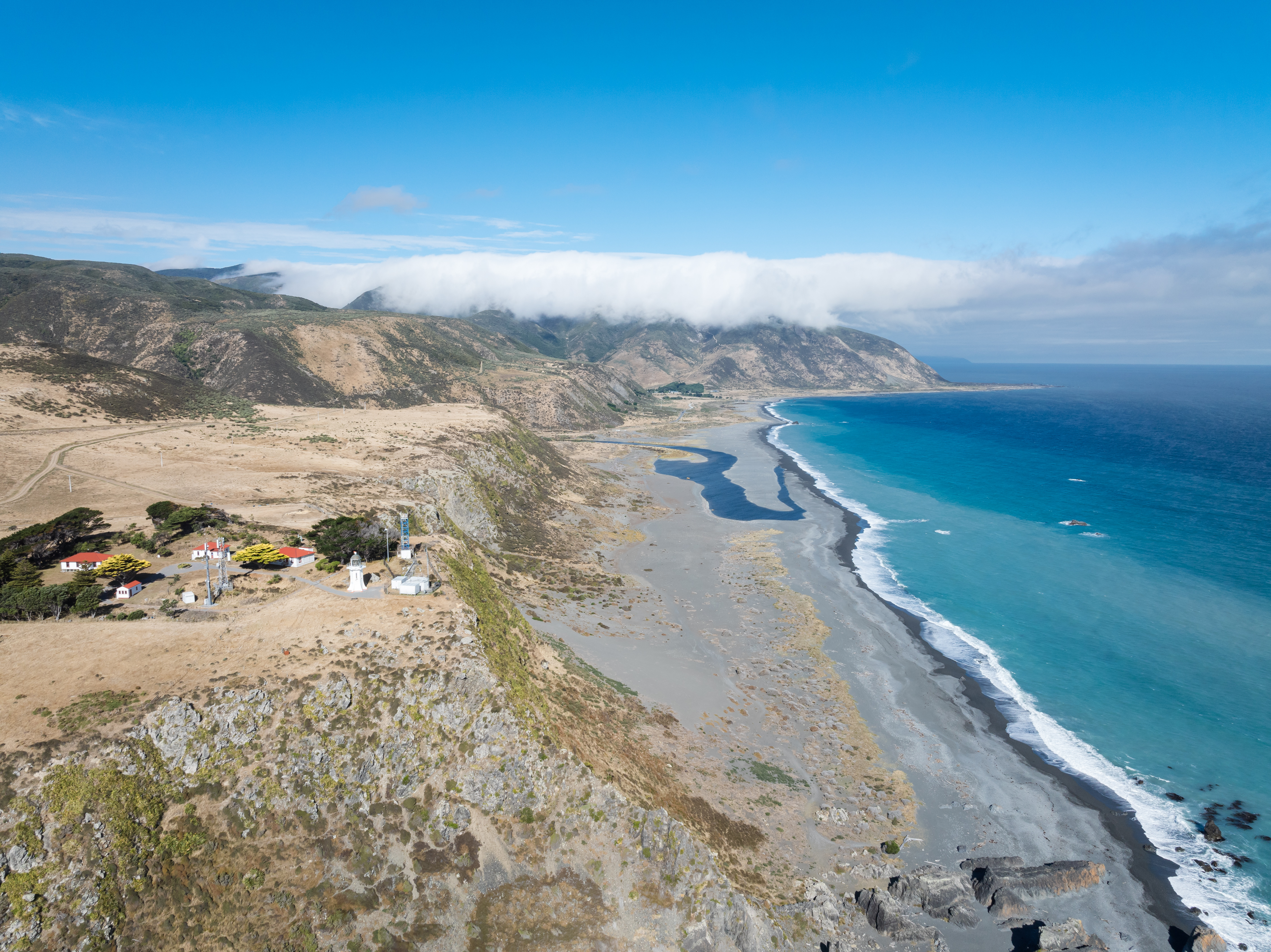
Baring Head Lighthouse